# Barzaz Breiz
El Barzaz Breiz, canciones populares de Bretaña, subtitulado «recopilados y publicados con una traducción francesa, aclaraciones, notas y las melodías originales por Th. de La Villemarqué» es una antología de canciones recopiladas en la zona de habla bretona de Bretaña durante el siglo XIX, traducidos y anotados por el vizconde Théodore Hersart de la Villemarqué. Prácticamente la totalidad de los textos de la antología tienen su origen en una recolecta de los mismos iniciada por su madre y proseguida posteriormente a gran escala por él mismo.
Barzaz Breiz, en idioma bretón, significa literalmente «Antología de poesías de Bretaña».

## Diversas ediciones
La primera edición fue publicada en 1839 en la ciudad de París por Éditions Delloye en forma de dos libros en octavo.
Reimpreso en 1840, 1845 y de nuevo, por Didier et Cie, en 1846, el libro fue posteriormente publicado en 1867 en París.
La edición de 1867 ha sido objeto de numerosas reimpresiones hasta nuestros días por parte de la librería académica Perrin, ello sin tener en cuenta las numerosas traducciones al inglés (Taylor, Fleay...), al alemán (Keller-Seckendorf....), al italiano (Pascoli), al polaco, entre otros.
En 1981, se efectuó incluso una nueva edición del Barzaz Breiz en formato de bolsillo.
En 1989, un editor de Lesneven, Mouladurioù Hor Yezh, editó, con el título de Barzhaz Breizh, la única edición hasta el momento que únicamente contiene el texto en bretón, aunque transcrito en la moderna ortografía unificada de dicho idioma, el llamado peurunvan.
En 1996, Coop Breizh publicó una versión en formato de bolsillo sin el texto bretón, según los deseos de Pierre Trépos (Au sujet d'une nouvelle édition du Barzaz Breiz, 1959). 
En 1999, las Éditions du Layeur publicaron una reimpresión de la edición de 1867, presentada por Yann-Fañch Kemener, cantautor en bretón e importante recopilador de canciones, a la que se añadió el prefacio de la edición de 1845. Su mérito principal es el de presentar los textos franceses y bretones cara a cara, de modo que se asegura una perfecta legibilidad de los mismos. La obra está acompañada por un disco compacto que aporta la interpretación de 12 de las canciones por Yann-Fanch Kemener y la Maîtrise de Bretagne, en solitario o a dúo.

## Difusión
La obra conoció un importante éxito de apreciación entre la sociedad literaria parisina, recibiendo una célebre apreciación por parte de George Sand que mencionó «los diamantes del Barzaz Breiz», comparando una de las canciones de la recopilación, Le Tribut de Nominoé, con la Ilíada de Homero. El autor, que tan sólo contaba con 24 años de edad, vio cómo aumentaba su estatus social, lo que le permitió, al profundizar sus estudios sobre el idioma bretón y las viejas tragedias bretonas, convertirse en una referencia incontestable y ver cómo se le abrían las puertas de la Academia de las inscripciones y lenguas antiguas en 1856.
Durante los años posteriores, el Barzaz Breiz ha seguido gozando de amplia trascendencia, tanto en el ámbito estrictamente literario como en el científico o en el político. Sigue siendo todavía fuente de inspiración para artistas actuales, especialmente para músicos y compositores, debido a que la música de las canciones está también anotada en la obra.

## Las discusiones sobre el Barzaz Breiz
Tiempo después de su publicación, François-Marie Luzel efectuó una serie de severas críticas respecto de quien había sido por cierto tiempo su maestro, durante un congreso erudito celebrado en el año 1868. Consideraba que las canciones habían podido ser completamente elaboradas desde cero, como lo hizo James MacPherson respecto de Ossian, ya que, según afirmaba, él mismo no había encontrado nunca versiones tan elegantes y tan exentas de palabras en idioma francés introducidas en sus textos. El principal problema puesto de manifiesto por estas primeras críticas a la obra era que La Villemarqué se negaba a mostrar públicamente sus cuadernos de campo sobre la recogida de los materiales del Barzaz Breiz. Sin embargo, hacia el final de sus vidas La Villemarqué et Luzel se reconciliaron.
En una tesis presentada en 1960, Francis Gourvil sostenía que el Barzaz Breiz era en realidad una falsificación.
En otra tesis leída en 1974 (aunque no publicada hasta 1989), Donatien Laurent rechazaba parcialmente dichas acusaciones al demostrar la autenticidad de los materiales de la obra gracias al descubrimiento, en 1964, de los carnets de notas con las recolecciones de material de La Villemarqué. La hipótesis más verosímil es que La Villemarqué procedió a efectuar arreglos en el material recolectado con la finalidad de embellecerlo y de establecer una especie de versión-tipo, al modo de los hermanos Grimm, como se hacía normalmente en su época.

## Música bretona
El Barzaz Breiz ha tenido gran influencia sobre muchos cantantes y músicos bretones. Alan Stivell ha utilizado varias de sus músicas y textos (Marv Pontkalleg, An Alarc'h, Silvestrig, Jenovefa, Bale Arzhur y Diougan Gwenc'hlan), así como Tri Yann (Distro euz ar Vro-Saoz), Gilles Servat, etc. Entre los mejores intérpretes del Barzaz Breiz en el modo tradicional, se destaca la personalidad de Yann Fañch Kemener.